# 배쪽 피개부
복측피개야(腹側被蓋野, ventral tegmental area, VTA) 또는 배쪽 피개부 또는 배쪽 뒤판(중뇌가장자리겉질계)은 해부학적으로 중뇌의 중앙선 근처에 있는 신경 세포들의 집합이다. 이는 흑색질과 함께 도파민성 세포체들의 기원이 된다.

## 도파민시스템
VTA는 주요한 도파민 시스템 기원중 하나이며 보상시스템을 관장하는 것으로 알려져 있다.

## 같이 보기
- 뒤판 (tegmentum, 피개)
- 긍정적 정서성
- 대뇌기저핵
- 망상체 활성화 시스템
- 위장
- 중심피개로(central tegmental tract)
- 안쪽섬유띠

## 참고
- 황련해독탕(黃連解毒湯)이 우울증(憂鬱症) 모형동물(模型動物)의 수중미로학습(水中迷路學習)과 뇌(腦)의 Tyrosine Hydroxylase 발현(發顯) 수준(水準)에 미치는 효과(效果), The Effects of Whangryonhaedoktang on Morris Water Maze and Tyrosine Hydroxylase Expression in Ventral Tegmental Area and Locus Coeruleus of the Chronic Mild Stress Animal Model of Depression, 동의신경정신과학회지, 2003년 14권 1호 pp.27-44, https://scienceon.kisti.re.kr/srch/selectPORSrchArticle.do?cn=JAKO200303039809404